# الغيران (المدارعة)
الغيران هو دُوَّار يقع بجماعة أمرامر، إقليم الصويرة، جهة مراكش آسفي في المملكة المغربية. ينتمي الدوّار لمشيخة المدارعة التي تضم 14 دوار. يقدر عدد سكانه بـ 1066 نسمة حسب الإحصاء الرسمي للسكان والسكنى لسنة 2004.

## روابط خارجية
- البوابة الوطنية للجماعات الترابية
- المندوبية السامية للتخطيط